# Charles Marchand
 (juin 2020).
Pour les articles homonymes, voir Marchand.
Charles Marchand était un chanteur québécois, né à Saint-Paul l'Ermite (aujourd'hui Le Gardeur) le 10 juin 1890, mort à Montréal le 1er mai 1930 à l'âge de 39 ans.

## Biographie
Après une carrière de chanteurs amateurs, Charles Marchand fut séduit par l'interprétation des chansons du folklore canadien que donnait plusieurs artistes aux Veillées du bon vieux temps à Montréal.
Il décida alors de se consacrer à la chanson folklorique et remporta un triomphe lors d'un premier récital en mai 1920, au Monument-National.
Il allait enregistrer plus de 150 chansons de folklore et créer des chansons originales d'inspiration populaire.
En 1922, Marchand fonda un quatuor vocal,  Le Carillon canadien, qui devint un mouvement voué à la promotion et à la diffusion de la chanson folklorique. Il se produisit un peu partout au Québec, en Ontario et ailleurs au Canada, ainsi que dans les centres franco-américains de la Nouvelle-Angleterre, jusqu'à New York.
Il eut une forte influence sur l'orientation de la carrière d'Ovila Légaré.